# Heterodrilus obliquus
Heterodrilus obliquus är en ringmaskart som beskrevs av Erséus 1997. Heterodrilus obliquus ingår i släktet Heterodrilus och familjen glattmaskar. Inga underarter finns listade i Catalogue of Life.